# Blizanów
Blizanów – wieś w Polsce, w Kaliskiem, nad Prosną, w województwie wielkopolskim, w powiecie kaliskim, siedziba gminy Blizanów.
Do 1954 Blizanów był siedzibą gminy Brudzew. W latach 1954–1972 wieś należała i była siedzibą władz gromady Blizanów. W latach 1975–1998 wieś administracyjnie należała do województwa kaliskiego.